# ホセ・ロペス・ポルティーヨ
ホセ・ロペス・ポルティーヨ・イ・パチェコ(スペイン語: José López Portillo y Pacheco, 1920年6月16日 - 2004年2月17日)は、メキシコの政治家。1976年12月1日から1982年11月30日まで、メキシコ合衆国第51代大統領を務めた。
ロペス・ポルティーヨは1920年6月16日にメキシコシティで生まれ、メキシコ国立自治大学の法学部を卒業後、1959年に与党である制度的革命党に入党して政界に入った。グスタボ・ディアス・オルダスとルイス・エチェベリアの2代の大統領の下で閣僚を歴任し、1973年から1975年まではエチェベリア政権の下で財務大臣を務めた。1976年には制度的革命党の大統領候補に選ばれ、選挙に勝利して同年12月1日にメキシコの大統領に就任した。
ポルティーヨ政権は前エチェベリア政権の政策を基本的に踏襲し、メキシコのカンクンでアメリカ合衆国・日本・西ドイツなど先進国とインド・中華人民共和国・ブラジルなど発展途上国の首脳を集めて南北問題を議論する初の南北サミットを主催してエチェベリアと同様に第三世界のリーダーの一人として振る舞った。1976年の財政危機後にモンテレー・グループと呼ばれる企業家層との関係を改善させつつ、歴代政権のやってきた国営企業重視の姿勢は続け、さらにメキシコの国営企業の中核であるペメックスの経営はオイルショックによって好転したため、当座の危機を免れることができた。石油価格の上昇はメキシコ経済を成長させ、さらにタバスコ州とチアパス州において新油田が発見されたこともあり、メキシコ経済は成長を続けた。
石油収益を基本に、ロペス・ポルティーヨ政権は野心的な経済開発を進めたが、これにより政府借款が急速に増大していった。1981年に石油価格が暴落するとメキシコの財政はたちまち行き詰まり、通貨メキシコ・ペソの暴落によって借款の主な引き受け先であった外国銀行は融資を拒否するようになった。これに対し、ロペス・ポルティーヨは1982年9月1日に銀行の国有化を発表したが、根本的な解決とはならなかった。ロペス・ポルティーヨは後任に同政権の企画予算大臣だったミゲル・デ・ラ・マドリ・ウルタードを指名し、デ・ラ・マドリ・ウルタードが当選すると退任した。

## 日本との関係
1978年10月に夫人とともに国賓として来日。天皇や福田首相と会談を行った。大勲位菊花大綬章を受章。